# Annie Pootoogook
Annie Pootoogook (Inuktitut ᐊᓂ ᐳᑐᒍ, * 11. Mai 1969 in Cape Dorset; † 19. September 2016 in Ottawa) war eine zeitgenössische Inuit-Künstlerin aus Kanada, die in ihren Zeichnungen traditionelle Aspekte der kanadischen Inuit-Kunst mit zeitgenössischen Themen wie Medien und Gewalt verband.
Annie Pootoogook entstammte einer Künstlerfamilie: ihre Mutter Napatchie Pootoogook (1938–2002) und ihre Großmutter Pitseolak Ashoona (?–1983) waren bekannte Vertreterinnen der Inuit-Kunst und übten Einfluss auf die künstlerische Entwicklung von Annie Pootoogook aus. Ihre Cousine Shuvinai Ashoona ist ebenfalls kunstschaffend. Pootoogook begann erst 1997 mit dem Zeichnen. 2006 wurde sie mit dem Sobey Art Award ausgezeichnet, dem wichtigsten kanadischen Preis für Nachwuchskünstler. Die Arbeiten von Annie Pootoogook wurden 2007 sowohl auf der Montreal Biennale als auch auf der documenta ausgestellt.

## Ausstellungen (Auswahl)
- 2009: Annie Pootoogook im National Museum of the American Indian#George Gustav Heye Center in New York.[1]
- 2007: documenta 12, Kassel. Gezeigt wurden Zeichnungen.[2]
- 2007: La Biennale de Montréal 2007, Montreal.
- 2006: Annie Pootoogook in The Power Plant, Toronto.[3] (Einzelausstellung)
- 2006: Watching Jerry Springer, Ausstellung im Musée des beaux-arts de Montréal anlässlich der Verleihung des Sobey Art Award.[4]